# Damaliscus lunatus jimela
Il topi (Damaliscus lunatus jimela (Matschie, 1892)), talvolta chiamato anche topi del Serengeti per distinguerlo dal topi della costa (D. l. topi), è una sottospecie di damalisco originaria delle savane dell'Africa orientale.

## Descrizione
Il topi ha un aspetto simile a quello dell'alcelafo, ma rispetto a questo ha una colorazione più scura e corna non altrettanto incurvate. Ha testa allungata, una caratteristica gobba alla base del collo e una colorazione bruno-rossastra con chiazze viola scuro sulla parte alta delle zampe. Presenta inoltre una sorta di «maschera» scura sul muso. Ha corna anellate e a forma di lira. Il mantello è costituito da peli corti e lucenti. Il peso varia tra 68 e 160 kg e la lunghezza testa-corpo tra 150 e 210 cm; la coda misura 40-60 cm. L'altezza al garrese, maggiore che nelle altre sottospecie, varia tra 100 e 130 cm. I maschi tendono ad essere più grandi e più scuri delle femmine. Come tutti i suoi simili, possiede ghiandole preorbitali che secernono un olio di colore trasparente e ghiandole tra gli zoccoli delle zampe anteriori.

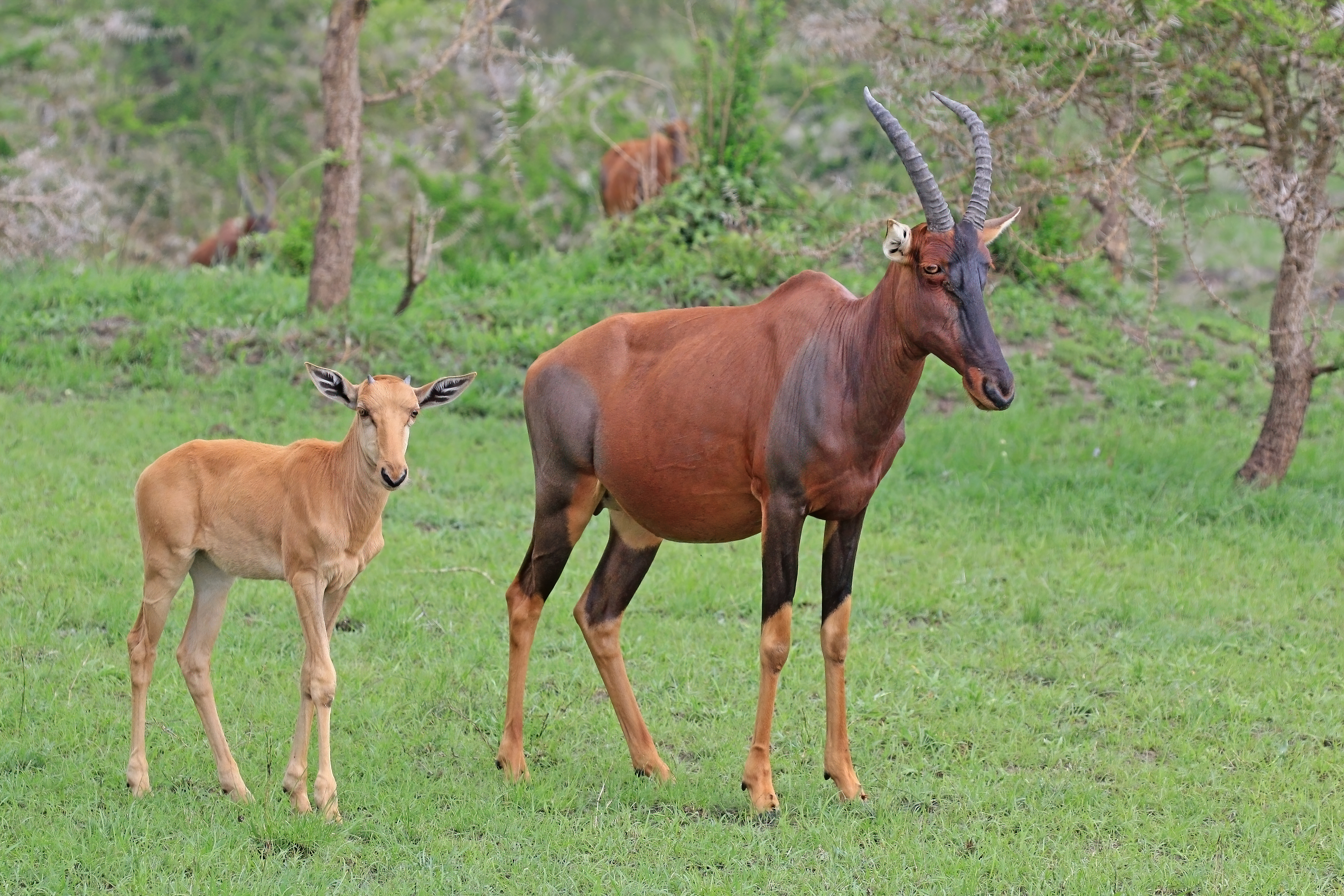
Femmina con il piccolo (Uganda)
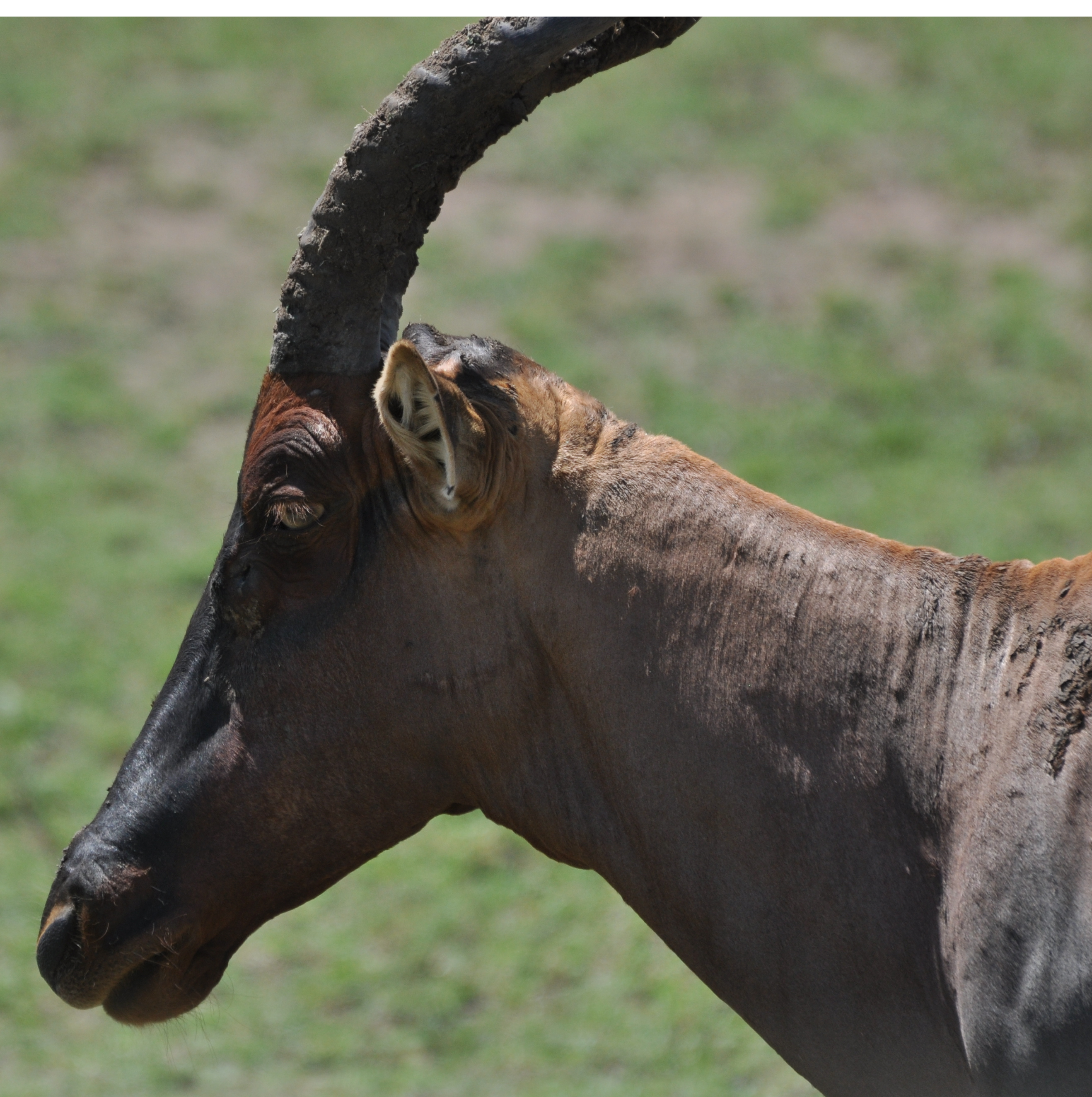
Esemplare nel Serengeti
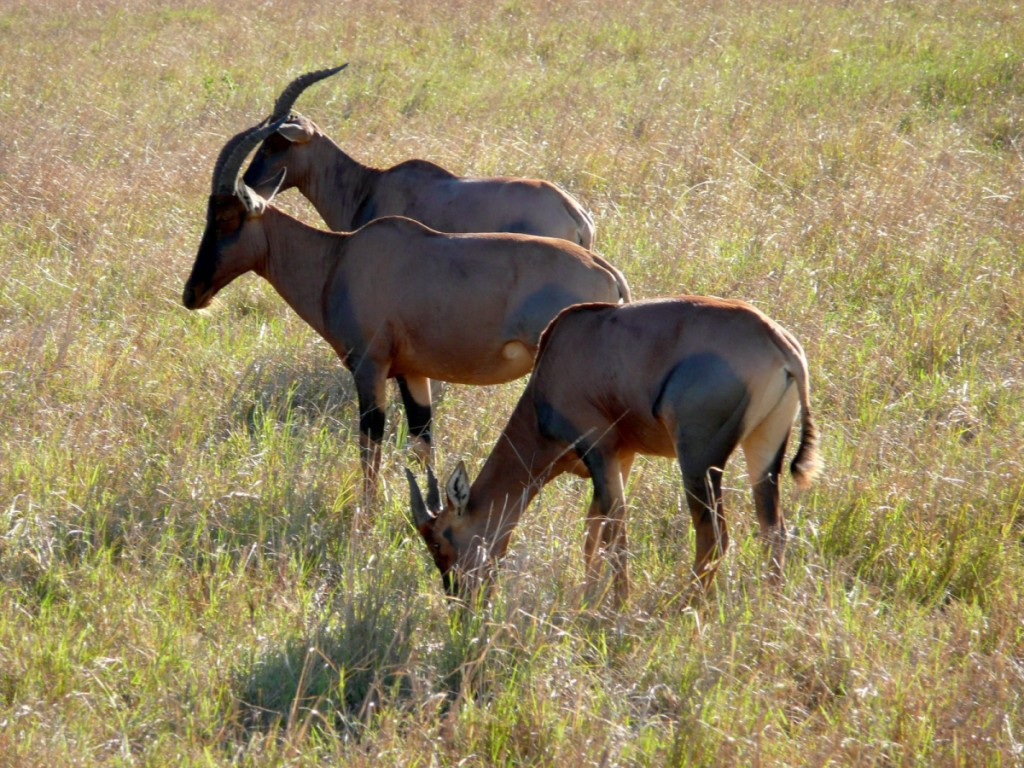
Esemplari al pascolo (Masai Mara)
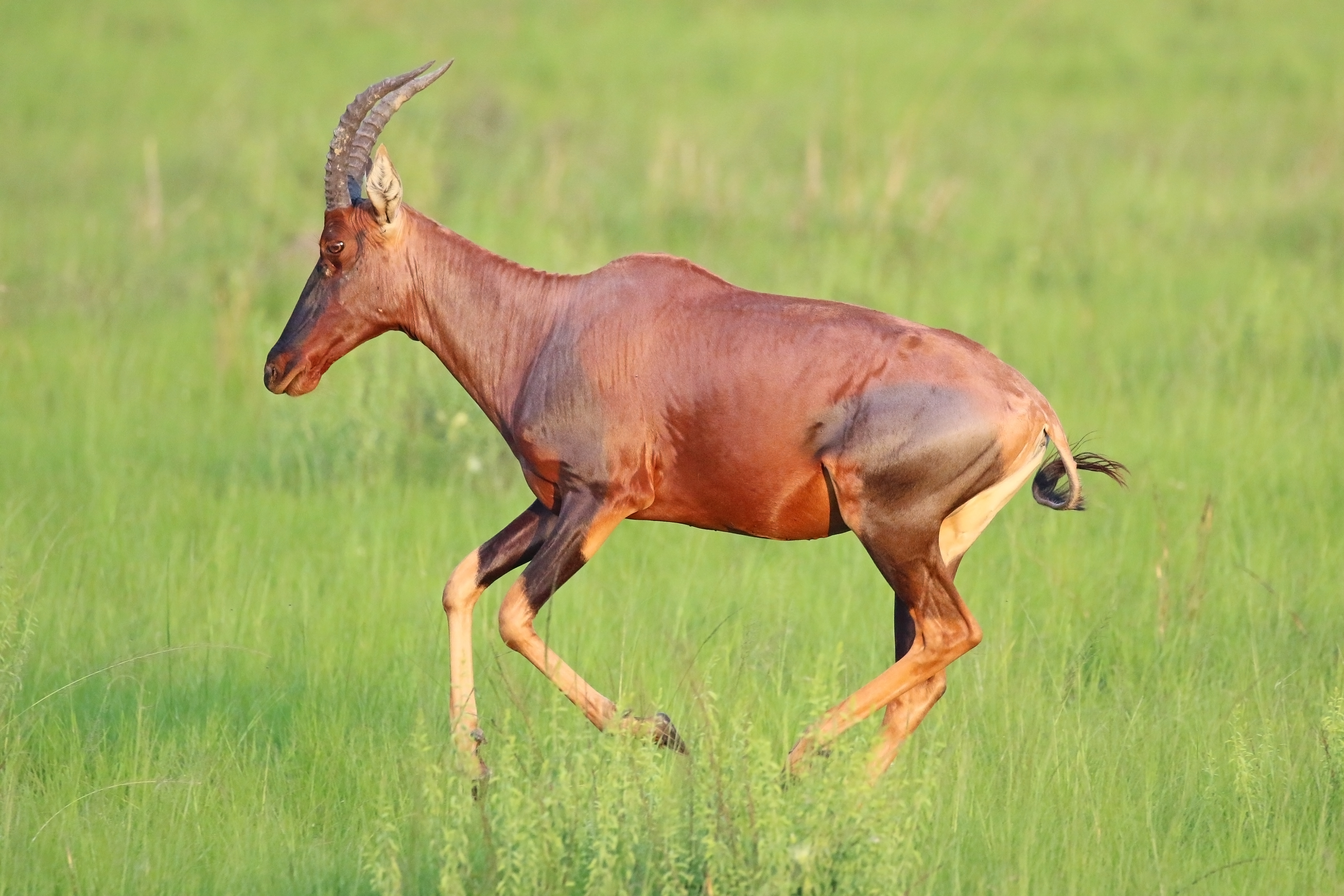
Esemplare in corsa (Uganda)
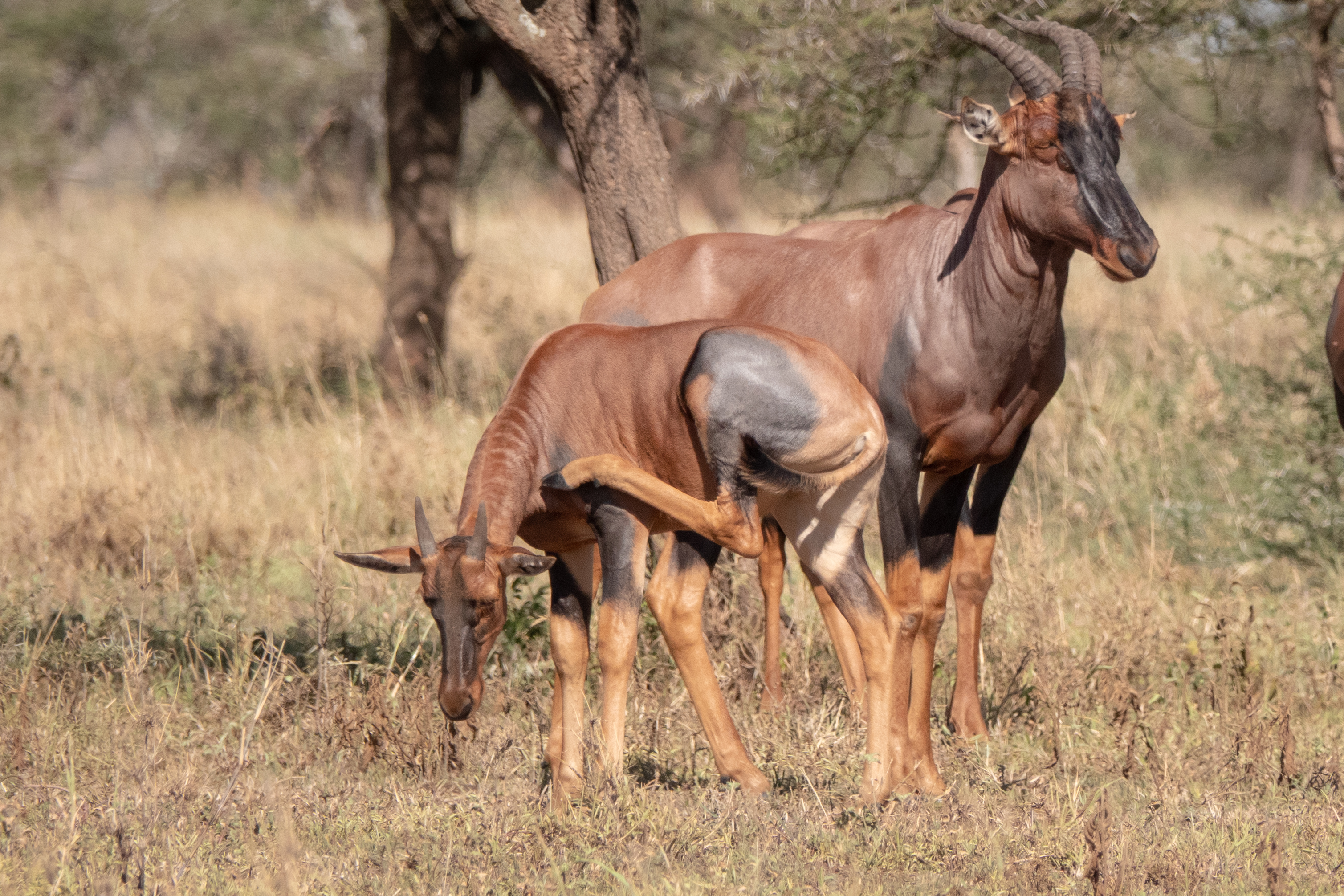
Coppia di topi

## Distribuzione e habitat
Il topi occupa un areale esteso ma frammentato, dal momento che predilige solamente certi tipi di distese erbose in biomi aridi e di savana. La caccia ad opera dell'uomo e la distruzione dell'habitat hanno ulteriormente isolato le popolazioni. Attualmente è presente in Kenya sud-occidentale, Tanzania nord-occidentale e occidentale, Uganda orientale e sud-occidentale e Ruanda nord-orientale. È estinto a livello regionale nel Burundi.
I topi vivono principalmente in habitat erbosi che variano dalle pianure prive di alberi alle savane. Negli ecotoni tra aree boschive e distese erbose aperte si trattengono lungo il limite degli alberi, rifugiandosi alla loro ombra durante le ore più calde della giornata. Preferiscono i pascoli con erba verde di media altezza e aspetto simile a un prato. Raggiungono una maggiore densità nelle aree in cui le piante verdi sopravvivono fino alla stagione secca, in particolare vicino all'acqua. Il topi è un erbivoro selettivo e utilizza il muso allungato e le labbra flessibili per selezionare le piante più fresche. Quando è in cerca di cibo, tende a dare piccoli morsi in rapida successione. Generalmente frequenta le distese pianeggianti ad altitudini inferiori ai 1 500 m. Quando ha accesso a vegetazione verde a sufficienza, di solito non ha bisogno di bere; beve di più quando ha a disposizione solo erba ingiallita di cui nutrirsi. I topi sfruttano i punti sopraelevati, come i termitai, per scrutare bene l'ambiente circostante.
Nelle aree in cui sono presenti, i topi sono generalmente numerosi. Le popolazioni sparse non durano a lungo, ma aumentano di numero o scompaiono. La salute di una popolazione dipende dall'accesso alla vegetazione verde. I branchi si spostano da un pascolo all'altro: la più grande migrazione è quella che ha luogo nel Serengeti, dove questi animali si uniscono alle mandrie di gnu, zebre e gazzelle. Tra i predatori del topi vi sono i leoni e le iene maculate, mentre gli sciacalli prendono di mira i neonati. Nelle zone in cui sono presenti, le iene costituiscono la principale minaccia. Tuttavia, il tasso di predazione si riduce nel caso siano presenti altre specie.

## Biologia

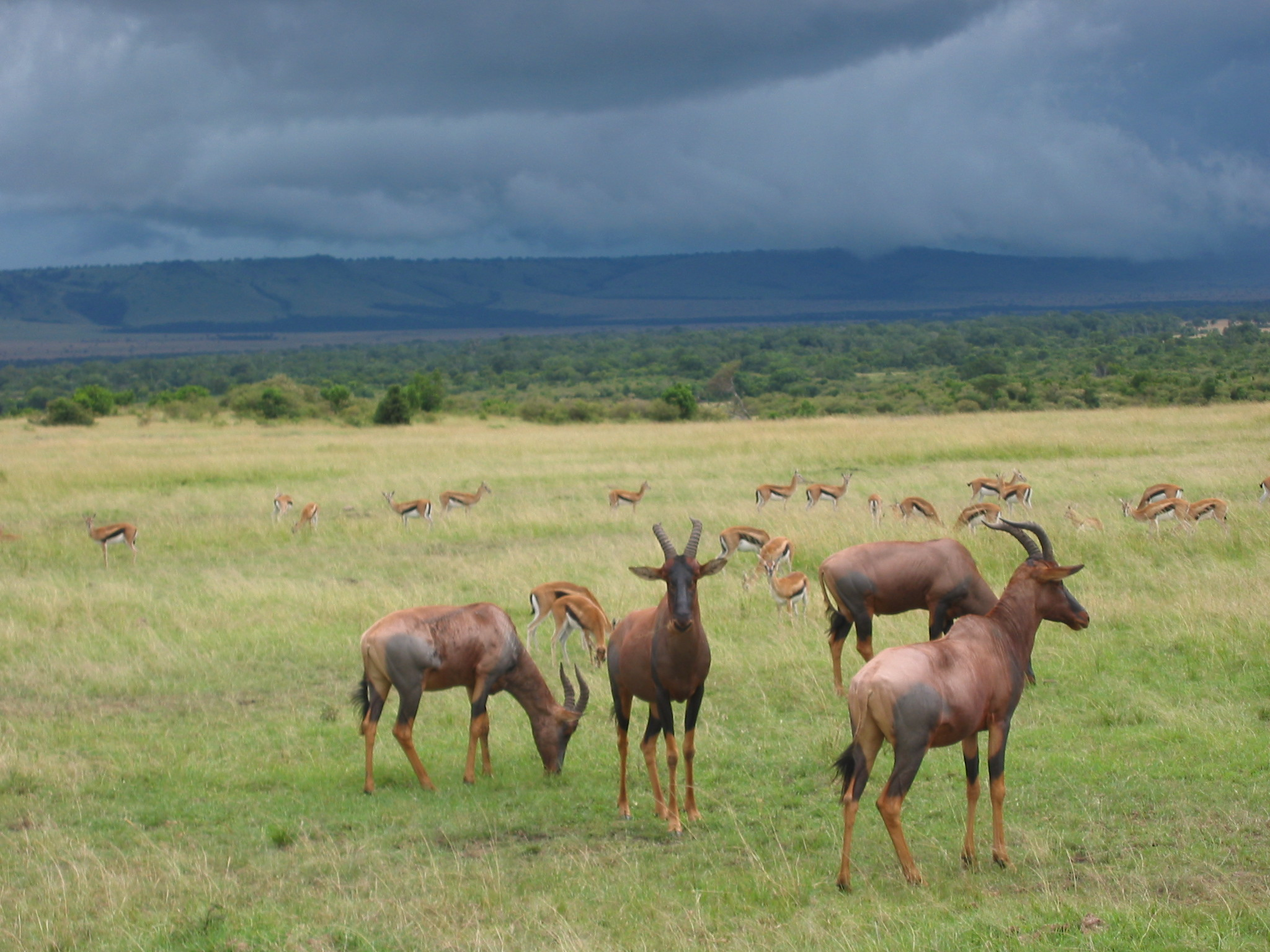
Un gruppo di topi

Il topi presenta quella che è forse l'organizzazione sociale più diversificata tra le antilopi. Le mandrie possono essere a «dispersione perennemente sedentaria», ad «aggregazione perennemente mobile» o una via di mezzo tra le due. Questo dipende dall'habitat e dall'ecologia delle aree in cui si trovano. Inoltre, l'organizzazione riproduttiva varia tra il tradizionale sistema territoriale o di difesa di gruppi poliginici a raggruppamenti di esemplari che occupano territori di breve durata e a sistemi di lek. Nelle chiazze erbose circondate da aree boschive, i topi sono presenti con popolazioni a dispersione sedentaria. I maschi si stabiliscono in territori che attirano le mandrie di femmine con la loro prole. A seconda della dimensione di tali chiazze erbose, i territori possono raggiungere una superficie di 4 km² e talvolta confinano l'uno con l'altro. Il legame di una femmina con un territorio può durare fino a tre anni nel Serengeti. Le femmine presenti in questi territori fanno parte dell'harem del maschio residente. Queste mandrie tendono ad essere chiuse agli estranei (fatta eccezione per nuove femmine) e sia il maschio che le sue femmine si occupano della difesa del territorio. Quando il maschio residente è assente, la femmina dominante può assumere i suoi comportamenti, difendendo il territorio dalle intrusioni dei consimili di entrambi i sessi con il caratteristico «piccolo galoppo dondolante» ed esibendo l'andatura del trotto. Nelle zone più densamente popolate, come quelle del parco nazionale Queen Elizabeth in Uganda, i topi si spostano attraverso la pianura e stabiliscono territori durante i periodi di riposo.
In aree come il parco nazionale dell'Akagera in Ruanda e la riserva nazionale del Masai Mara in Kenya, i maschi di topi si stabiliscono in lek, vale a dire aree utilizzate da gruppi di decine di esemplari anno dopo anno. Gli animali si scontreranno all'interno del lek, in particolari appezzamenti detti corti. Il maschio più robusto si insedia di norma nella parte centrale, al centro del lek. Dopo un certo periodo ogni esemplare si sarà insediato al centro della sua corte, i cui confini sono marcati dai propri escrementi. Ogni tanto le antilopi cominciano a galoppare lungo il confine della loro corte; quando incontrano il possessore della corte limitrofa, lo fronteggiano chinandosi a mimare una carica imminente. Talvolta gli animali si accucciano sulle zampe anteriori e rimangono fissi in quella posizione per alcuni minuti, nella più completa immobilità. Quando la femmina diventa sessualmente ricettiva incomincia a visitare il lek e trotterella fra i territori periferici dei maschi più giovani; questi tentano ripetutamente di accoppiarsi, ma la femmina li evita, facilitata in questo dal fatto che essi non superano i confini della loro corte. Finalmente la femmina raggiungerà la corte centrale e qui si accoppierà col maschio dominante. I maschi più lontani dal centro possono aumentare la loro possibilità di successo riproduttivo occupando territori contigui all'acqua. Anche le femmine competono tra loro per accoppiarsi con i maschi dominanti, dal momento che entrano in estro solamente per un unico giorno dell'anno. Le femmine preferiscono accoppiarsi con i maschi dominanti con cui si sono già accoppiate prima, ma i maschi cercano di accoppiarsi con il maggior numero possibile di femmine, cercando di bilanciare equamente l'investimento di energia necessario ad accoppiarsi con le varie femmine. Queste, tuttavia, interrompono aggressivamente gli accoppiamenti che hanno luogo tra i loro maschi preferiti ed altre femmine. Le femmine subordinate vengono interrotte più spesso di quelle dominanti. Alla fine, saranno anche gli stessi maschi a respingerle, rifiutando di accoppiarsi ancora con esse.
La stragrande maggioranza delle nascite ha luogo tra ottobre e dicembre e la metà di esse si verifica in ottobre. I piccoli possono trascorrere i primi giorni di vita nascosti tra l'erba alta (come quelli del blesbok) o seguire la madre (come quelli dello gnu striato). I piccoli sono in grado di seguire la madre immediatamente dopo la nascita e non si fermano mai (almeno durante il giorno). D'altra parte, le femmine si allontanano dalla mandria per partorire e i piccoli generalmente trascorrono la notte in un luogo nascosto. I giovani rimangono con la madre per un anno o fino alla nascita di un nuovo piccolo. Sia i maschi che le femmine di un anno possono aggregarsi ai branchi di scapoli.

## Conservazione
La Lista rossa IUCN classifica Damaliscus lunatus jimela come sottospecie vulnerabile (Vulnerable)..